# Jacques Vergès

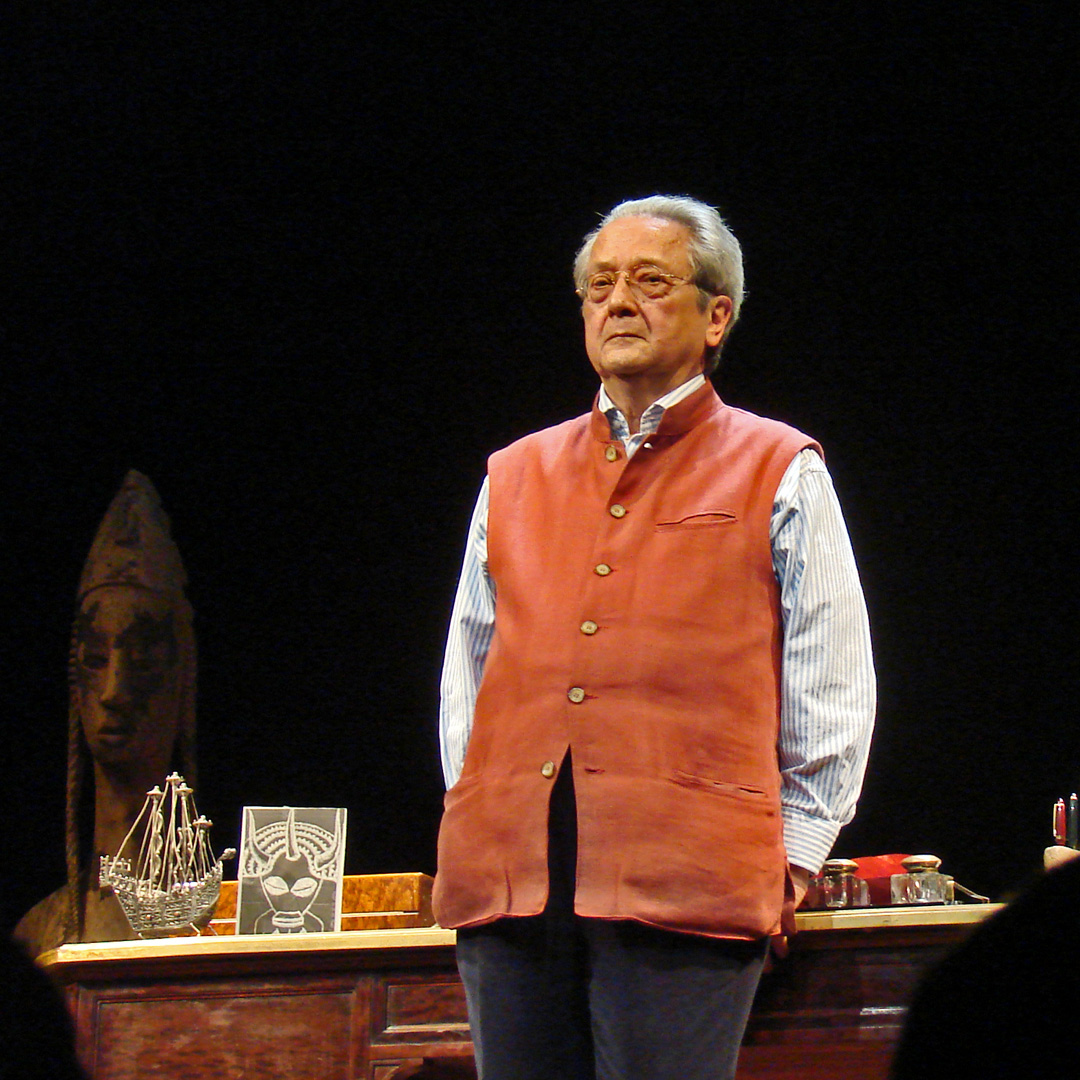
Jacques Vergès in het théâtre de la Madeleine in Parijs in 2008

Jacques Vergès (Ubon Ratchathani, 5 maart 1925 – Parijs, 15 augustus 2013) was een Frans-Algerijns advocaat. 
Vergès werd in Siam geboren als zoon van een Frans diplomaat en een Vietnamese onderwijzeres. Hij groeide op op Réunion. In 1942 sloot hij zich aan bij de Vrije Fransen onder Charles de Gaulle. Na de Tweede Wereldoorlog studeerde hij rechten aan de Universiteit van Parijs. Zijn broer Paul was oprichter van de communistische partij op Réunion en kwam in 2004 voor de Franse Communistische Partij in het Europees Parlement. Ook Jacques Vergès ontwikkelde zich tot anti-kolonialist en communist en richtte in Praag in 1950 een jeugdbeweging op. 
Als advocaat kwam hij in Frankrijk in opspraak vanwege de verdediging van verschillende van terrorisme beschuldigde verdachten uit Algerije. Hij was een aanhanger van het Algerijnse gewapende verzet tegen Frankrijk. Hij werd bekend met de verdediging van Djamila Bouhired die na het proces zijn vrouw zou worden. Vergès bekeerde zich tot de islam en het paar kreeg twee kinderen. Vergès zelf werd in Frankrijk tijdelijk uit z'n beroep gezet en tot twee maanden celstraf veroordeeld. 
Tussen 1970 en 1978 verdween Vergès en hij heeft nooit aangeven waar hij zich in die periode ophield. Hierna hervatte hij zijn werkzaamheden en verdedigde hij onder andere Klaus Barbie, verschillende Afrikaanse staatshoofden en regimes en Ilich Ramírez Sánchez (Carlos). Meest recent is zijn deelname aan het team van advocaten van Tariq Aziz en Rode Khmerleider Khieu Samphan. In 2007 verscheen over Vergès de documentaire L'Avocat de la terreur . 
Vergès overleed op 88-jarige leeftijd aan een hartstilstand. Hij was ernstig verzwakt na een val enkele maanden eerder.